# Andreasordenen
Andreasordenen var den højeste russiske orden i det Russiske Kejserrige og var indstiftet i 1698 af Peter den Store. Ordenen, som kun har én klasse, var bestemt for medlemmer af det kejserlige hus, fyrster og konger samt personer af generalløjtnants rang, som havde Alexander-Nevskij eller den hvide Ørns Orden. Ordenstegnet er den russiske rigsørn i guld, sort emaljeret; på dennes bryst hviler et mørkeblåt andreaskors med apostlens legeme. På korsets fire arme står i guld bogstaverne S. A. P. R. (ɔ: Sanctus Andreas Patronus Russiae "den hellige Andreas, Ruslands Beskytter"). Ordenstegnet bæres i et blåt bånd, der går fra højre skulder til venstre hofte; den ottestrålede stjerne dækker venstre bryst. Ordenskæden består vekselvis af andreaskors og kroner. Ved ordensfesten på stiftelsesdagen den 30. november, bæres en særlig dragt: hvidforet kappe af grønt Fløjl m. m.